# 前滩体育公园
前滩体育公园是位於中國上海市浦東新區的一個公園，面積23万平方米。前滩体育公园地處上中路隧道附近，有2片7人制足球场、1片11人制足球场、4万多平方米天然草地球场、篮球场、网球场、健身室、兵乓球場地、高尔夫場地、咖啡厅、餐厅以及一個面积达700平方米名为「大乐堡」的游乐场。前滩体育公园是前滩国际商务区的配套项目，由陆家嘴集团負責建設。公园公共区域24小时免费向市民开放，經營區域有固定開放時間。

## 歷史
2020年4月1日，前滩体育公园部分开放。10月1日，前滩体育公园整体建成对外开放。
上海封城期間的2022年3月12日，前滩体育公园暫時關閉。6月10日恢復開放。